# Siófok KC
El Siófok KC es un club de balonmano femenino de la localidad húngara de Siófok. En la actualidad compite en la Liga de Hungría de balonmano femenino.

## Palmarés
- Copa EHF (1):
  - 2019

## Plantilla 2022-23
|  | Porteras - 1 Marina Rajčić - 12 Lili Herczeg - 77 Kincső Csapó Extremos derechos - 2 Ana Kojić - 23 Nelly Such Extremos izquierdos - 8 Tamara Mavsar - 55 Kíra Wald - 57 Szidónia Puhalák Pívots - 5 Szederke Sirián - 13 Lilly Török - 25 Hawa N'Diaye | Laterales izquierdos - 11 Dejana Milosavljević - 15 Kinga Debreczeni-Klivinyi - 24 Dounia Abdourahim - 44 Laura Lapos Centrales - 10 Fanni Juhász - 14 Blanka Kajdon - 20 Rita Lakatos Laterales derechos - 28 Nikolett Kiss - 88 Anđela Janjušević |